# Ледаки, Стелла-Иро
Стелла-Иро Ледаки (греч. Στέλλα-Ηρώ Λεδάκη, род. 18 июля 1988 года, Ханья, Греция) — греческая прыгунья с шестом, участница Олимпийских игр 2012 года. Двукратная чемпионка Греции в помещении (2012, 2013).

## Биография и карьера
До 14 лет занималась гимнастикой, затем перешла в лёгкую атлетику. Дебютировала на международной арене в 2005 году. В 2013 году победила на Средиземноморских играх.

## Основные результаты
| Год  | Соревнования                                    | Место проведения       | Место  | Результат |
| ---- | ----------------------------------------------- | ---------------------- | ------ | --------- |
| 2005 | Чемпионат мира среди юношей                     | Марракеш, Марокко      | 11     | 3,65 м    |
| 2006 | Чемпионат мира по лёгкой атлетике среди юниоров | Пекин, Китай           | 20 (q) | 3,80 м    |
| 2007 | Чемпионат Европы среди юниоров                  | Хенгело, Нидерланды    | 15 (q) | 3,90 м    |
| 2009 | Чемпионат Европы среди молодёжи                 | Каунас, Литва          | 20 (q) | 3,85 м    |
| 2012 | Чемпионат Европы                                | Хельсинки, Финляндия   | 13 (q) | 4,35 м    |
| 2012 | Летние Олимпийские игры                         | Лондон, Великобритания | 13 (q) | 4,50 м    |
| 2013 | Чемпионат Европы в помещении                    | Гётеборг, Швеция       | 15 (q) | 4,16 м    |
| 2013 | Средиземноморские игры                          | Мерсин, Турция         | 1      | 4,50 м    |
| 2013 | Летняя Универсиада                              | Казань, Россия         | 9      | 4,10 м    |
| 2013 | Чемпионат мира                                  | Москва, Россия         | —      | NM        |